# Mykołajiwka (rejon zwinogródzki)
Mikołajówka (ukr. Миколаївка) – wieś na Ukrainie, w obwodzie czerkaskim, w rejonie zwinogródzkim.
Pod koniec XIX w. wieś w powiecie kaniowskim.